# Paolo Savoldelli
Paolo Savoldelli (ur. 7 maja 1973) – były włoski kolarz szosowy. Zwycięzca Giro d’Italia 2002 i 2005.
Cechowały go wysokie umiejętności w jeździe po górach, ale także jest uważany za najszybszego kolarza podczas zjazdów (podaje się, że podczas zjazdów osiągnął prędkość nawet ponad 120 km/h).
Do jego największych osiągnięć należą wygrane w wyścigu Giro del Trentino (1998, 1999), wygrana w Tour de Romandie (2000), 2 wygrane etapy w Tour de Romandie (2001).
W 1999 zajął 2. miejsce w Giro d’Italia, a w 2002 i 2005 wygrał ten wyścig.
W latach 2003–2004 reprezentował niemiecką grupę zawodową Team Telekom (Team T-mobile), ale przez większość czasu nie startował z powodu ciężkiej kontuzji odniesionej u progu sezonu 2003.
W 2005 przeszedł do grupy Discovery Channel Pro Cycling Team, której liderem był do 2005 Amerykanin Lance Armstrong.
W roku 2007 był kolarzem kazachskiej drużyny Astana, a w sezonie 2008 ścigał się w barwach Team LPR.
4 lipca 2008 jedna z włoskich gazet poinformowała, że wraz z końcem sezonu zawodnik zakończył sportową karierę.